# 首席猎人 (拜占庭帝国)

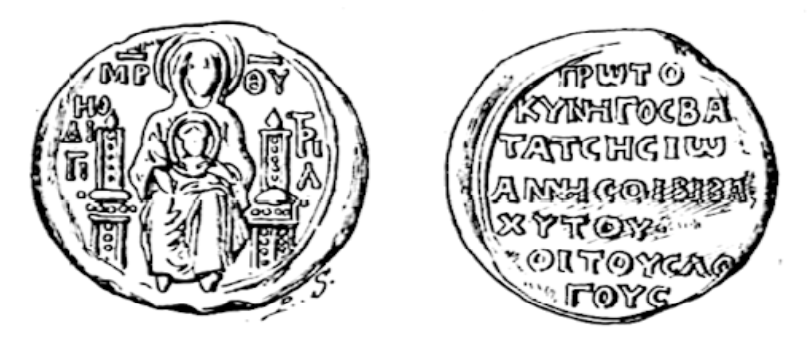
14世纪的“首席猎人”约翰·瓦塔采斯的官印

“首席猎人”（希臘語：πρωτοκυνηγός）是13-15世纪拜占庭帝国的一个宫廷职务与荣誉头衔，本意是皇帝手下猎人的首领。

## 历史与职责
这一官职在13世纪的尼西亚帝国第一次出现，不过应该也有前身职务存在，可能是出现在一枚时间未定的官印中的“猎人随从官（伯爵）（κόμης τοῡ κυνηγίου）”。在14世纪的伪科迪诺斯《官职书》中，“首席猎人”名列帝国头衔等级的第41位，位于“大会计（μέγας λογαριαστής）”与“持盾者（σκουτέριος）”之间。鲁道夫·吉扬认为这一官职与排名第48的“首席养鹰人（πρωτοϊερακάριος）”关系密切，因为“首席养鹰人”会被提升为：首席猎人。狩猎也一直是拜占庭皇帝的主要爱好，14世纪的安德洛尼卡三世（1328-1341年在位）据称拥有超过一千条猎犬与超过一千只猎鹰。
根据伪科迪诺斯的说法，“首席猎人”的职责是在皇帝上马时为他握住马镫，并领导猎人队伍（σκυλλόμαγγοι），他还有一项特权：如果打猎时皇帝的袍子上溅上了血，皇帝就要把这件衣服赐给“首席猎人”。“首席猎人”的宫廷制服包括：金色锦缎帽子（σκιάδιον）、素色的丝绸长袍（卡巴迪翁），在典礼、节庆场合，他要戴由金色、柠檬色丝绸制成的、饰有金线刺绣的圆顶帽（σκανανίκιον），帽子前面有皇帝坐宝座的肖像、后面有皇帝骑马的肖像。
这个头衔等级不高、职责模糊，可被证明的持有者不多。不过也有一些文武官员被授予这一头衔，使之被纳入宫廷的等级体系中，但不代表实际执行其职责。

## 已知持有者列表
| 名字                                      | 任期           | 任命者             | 注释 | 来源          |
| ----------------------------------------- | -------------- | ------------------ | --- | ------------- |
| 狄奥多尔·穆扎隆（Theodore Mouzalon）      | 1254–1258年    | 狄奥多尔二世       | 狄奥多尔最宠幸的大臣乔治·穆扎隆的长兄，乔治·阿克罗波利特斯和尼基弗鲁斯·格雷戈拉斯的记载他被任命为“首席猎人”，而乔治·帕希梅莱斯则记载称他被任命为“首席养鹰人”，可能是他在此之前的职务。     | [ 9 ] [ 10 ]  |
| [利奥]·布泽诺斯（Bouzenos）               | 13或14世纪     | 未知               | 原来担任“首席养鹰人”，仅由官印得知。 | [ 11 ] [ 12 ] |
| 拉乌尔（Raoul）                           | 14世纪初       | 安德洛尼卡三世 (?) | 只知其姓不知其名。仅由宫廷诗人曼努埃尔·菲莱斯的作品为人所知。 | [ 13 ]        |
| 萨兰特诺斯·因达内斯（Sarantenos Indanes） | 约1300年       | 安德洛尼卡三世     | 在大拉伏拉修道院的文件中被提及，在1300年时在哈尔基季基半岛拥有普罗尼亚。 | [ 14 ]        |
| 孔托弗雷（Kontophre）                     | 约1329年       | 安德洛尼卡三世     | 他的名字是法语名戈德弗鲁瓦（Godefroi）的希腊语形式。他是美索提尼亚（科贾埃利半岛）的总督，并是“首席猎人”，曾向皇帝提出对付奥斯曼人的建议，1346年时仍在世。                                 | [ 1 ] [ 15 ]  |
| 萨兰特诺斯（Sarantenos）                  | 约1330年       | 安德洛尼卡三世     | 仅在佐格拉夫修道院的一份文件中被提及，是索夫罗西内·萨兰特内（Sophrosyne Sarantene）和克塞内·因达尼娜·萨兰特内（Xene Indanina Sarantene）的父亲。                                           | [ 1 ] [ 16 ]  |
| 约翰·瓦塔采斯                             | 1333–1343年    | 安德洛尼卡三世     | 出身不高，在马其顿担任财政官员致富，被任命为“首席猎人”，后来在内战中支持摄政反对约翰·坎塔库泽诺斯，1341-1342年及1343年他两度叛逃至约翰一边，被任命为“大军营长官（μέγας στρατοπεδάρχης）”。 | [ 17 ] [ 18 ] |
| 阿勒亚特斯（Alyates）                     | 1348年前       | 未知               | 只知其姓不知其名。因前妻嫁妆的法律案件为人所知。 | [ 19 ] [ 20 ] |
| 里扎斯（Rizas）                           | 约1361年或更早 | 未知               | 只知其姓不知其名。在利姆诺斯岛上拥有土地。 | [ 21 ]        |

## 引用
1. 1 2 3  Guilland 1967，第602頁.
2. 1 2  ODB，"Protokynegos" (A. Kazhdan), pp. 1745–1746.
3. ↑  Verpeaux 1966，第138頁.
4. 1 2  Guilland 1967，第601頁.
5. ↑  Guilland 1967，第600頁.
6. ↑  Verpeaux 1966，第182–183頁.
7. ↑  Verpeaux 1966，第162頁.
8. ↑  Guilland 1967，第601–602頁.
9. ↑  Guilland 1967，第600, 602頁.
10. ↑  Macrides 2007，第339, 342–343 (note 16)頁.
11. ↑  Guilland 1967，第601, 602頁.
12. ↑  PLP，3016. Bουζηνός.
13. ↑  PLP，24107. Ῥαούλ.
14. ↑  PLP，24908.Σαραντηνὸς Ἰνδανης.
15. ↑  PLP，13130. Kοντοφρέ.
16. ↑  PLP，24881. Σαραντηνή, Ξένη Ἰνδανίνα; 24882. Σαραντηνὴ Σωφροσύνη.
17. ↑  Guilland 1967，第602–603頁.
18. ↑  PLP，2518. Βατάτζης Ἰωάννης.
19. ↑  Guilland 1967，第603頁.
20. ↑  PLP，709. Ἀλυάτης.
21. ↑  PLP，24265. Ῥιζᾶς.